# Хімченко Іван Микитович
Іван Микитович Хімченко (1890 — † 1974) — підполковник Армії УНР.

## Життєпис
Народився в місті Ніжин. Останнє військове звання в армії Росії — штабс-капітан.
На службі в Дієвій Армії УНР з 1919 року. Учасник Першого Зимового походу. Лицар Залізного Хреста УНР.
У 1920–1922 році — старшина 1-го збірного куреня 4-ї Сірої бригади 2-ї Волинської дивізії Армії УНР.
Похований в місті Каліш, Польща

## Вшанування пам'яті
23 травня 2018 року на честь Івана Хімченка в його рідному Ніжині було встановлено меморіальну дошку, якою разом з іншими було започатковано Стіну Героїв.

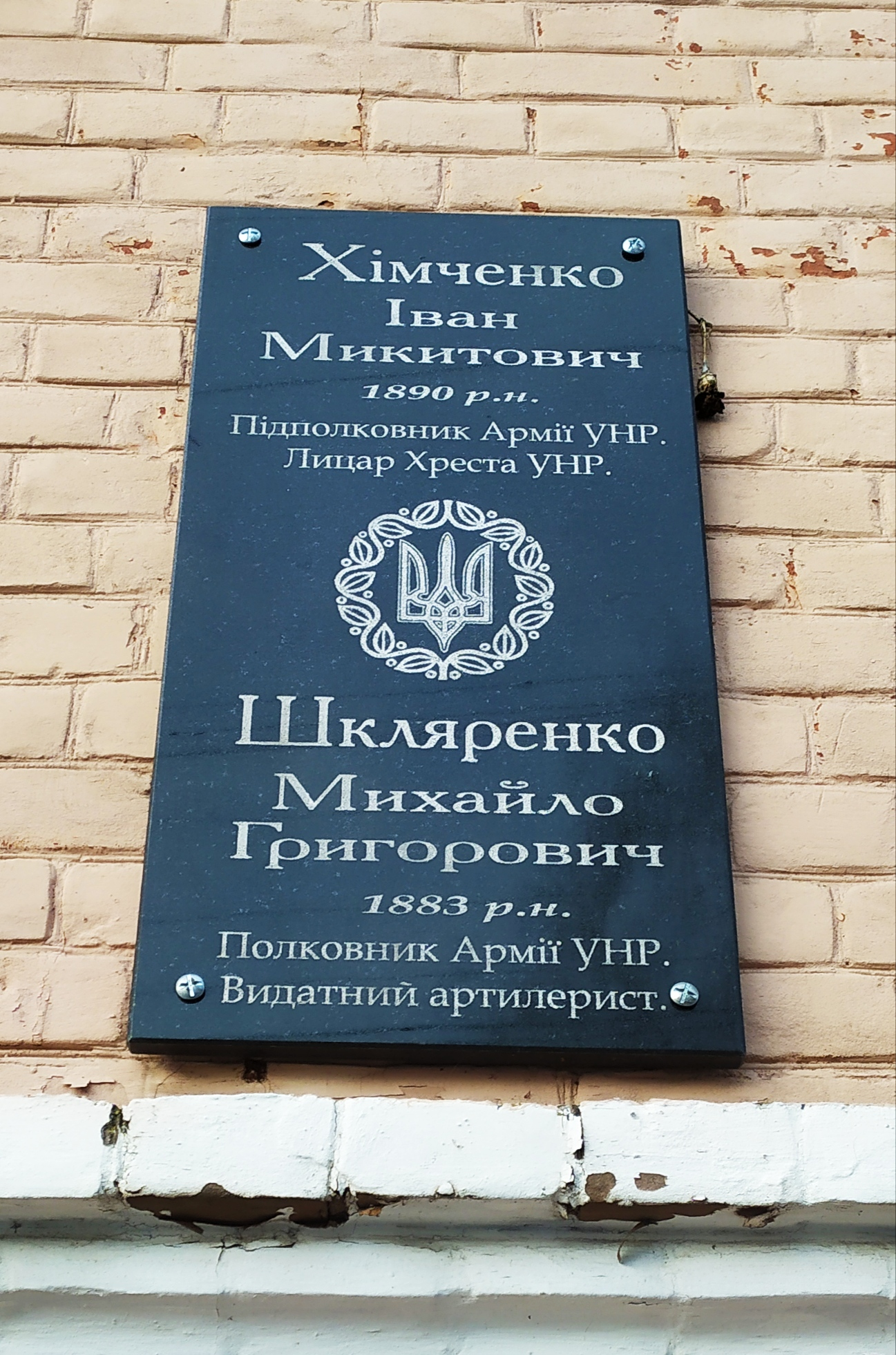
Пам'ятна дошка Івану Хімченку та Михайлу Шкляренко